# Étang de Magrignane
L'Étang de Magrignane était une étendue d'eau saumâtre, sur la commune de Saint-Mitre-les-Remparts, dans les Bouches-du-Rhône

## Géographie

### Topographie
En forme de haricot, orienté nord-sud, il occupait  une superficie de 90m2 selon la Statistique dans une dépression de 1x0,50km, située plus à l'ouest, mais à la même latitude que l'étang de l'Estomac, l'étang d'Engrenier et  au Sud-Est de l'étang du Pourra. Il existait jusqu'au milieu du XVIIIe siècle, date de son asséchement artificiel. La Statistique qui précise qu'en 1821 il était impropre à la culture, à cause du sable salifère qui ne permettait la croissance que de plantes comme le kali.

### Hydrographie
Il fut asséché par le percement d'un canal jusqu'à l'étang de Berre, dont il était distant d'environ 1 km.
À la veille de Noël 1821, un raz-de-marée d'une hauteur de 6 mètres est venu jusqu'aux étangs d'Engrenier et de Lavalduc, cette élévation dura 5 jours.

### Climat
Dans cette région le climat est le climat des Bouches-du-Rhône, c'est-à-dire un climat méditerranéen, avec des précipitations qui sont en moyenne de 500 mm d'eau par an, violentes au printemps et à l'automne. L'été est très chaud et l'hiver doux. Le mistral, souffle près de 100 jours par an, avec parfois une grande violence, puisque dépassant les 100 km/h.

## Occupation humaine de l'étang

### De l'Antiquité auXIXesiècle
Une villa gallo-romaine a été découverte à proximité, au lieu-dit:  Les Clapières, elle avait été pressentie par Christophe de Villeneuve-Bargemon, qui en parle dans la  Statistique aux pages 303-934-935 du volume II (1824). Des sondages ont permis de mettre au jour un dépotoir de la fin de l'Antiquité dans lequel furent trouvés des tessons, des matériaux de construction et une faune conchyliologique.
Sur un replat, dominant à l'Est le vallon se situant au Nord de l'étang et au Sud du chemin de Mauvegeanne, derrière la ferme des Clapières, Frédéric Trément a recueilli lors de prospection des fragments de céramique et d'amphores d'un établissement daté de la fin du Ier siècle av. J.-C. au Ier siècle apr. J.-C. avec une fréquentation antérieure au premier âge du fer.
De 1793 à 1794, Antoine Groignard, (1727-1797), ingénieur de la Marine et Directeur des constructions navales, fut chargé du projet d'assèchement de l'étang de Magrignane et des marais voisins.

### AuxXIXeetXXesiècles
Aujourd'hui un élevage canin occupe les lieux.

## Organisation administrative
- Commune de Saint-Mitre-les-Remparts